# Fernando Terremoto
Fernando Fernández Pantoja, plus connu sous le nom artistique de Fernando Terremoto, né le 11 mai 1969 à Jerez de la Frontera et mort le 13 février 2010 dans la même ville, est un chanteur espagnol de flamenco. Son père est le célèbre cantaor Terremoto de Jerez. Sa fille, María Terremoto, est également chanteuse.

## Biographie

### Débuts
Fernando débute comme guitariste aux côtés de Manuel Morao. Ce n'est qu'à l'âge de vingt ans qu'il décide de suivre les pas de son père en devenant chanteur. Il débute à la Peña Don Antonio Chacón de Jerez, accompagné à la guitare par Moraíto Chico, lors d'un concert qui est rentrée dans l'histoire du flamenco. Sa voix sculpturale et pleine de recours illustre l'expression de Federico García Lorca à propos du flamenco : une merveille de la nature.
Il arrive ensuite à Madrid grâce à un contrat avec le tablao Zambra et il fait partie des spectacles Arco de Santiago, pour l'Expo 92, et Chachipen, de la Compañía Manuel de Paula. 
En 1996, il obtient la première place lors du concours de jeunes interprètes à la IX Bienal de Flamenco de Séville confirmant ainsi qu'il mérite de porter le nom de son père. À partir de ce moment, il ne se fera plus appeler "Terremoto hijo" (Terremoto fils) mais Fernando Terremoto. En 1997, il fait partie du cycle Conocer el flamenco présenté à travers toute l'Andalousie avec Niño Josele et Israel Galván. Avec ce dernier, il joue pendant 45 jours sur la scène du tablao El Cordobés à Barcelone.

### Consécration
Sa consécration comme chanteur arrive en 1998 lors du XV Concurso Nacional de Arte Flamenco de Córdoba, où il obtient les trois prix auxquels il se présente : le Prix Manuel Torre pour son interprétation de siguiriyas et martinete, le Prix Niña de los Peines pour son interprétation de soleá por bulería et bulerías et le Prix Antonio Chacón pour son interprétation de malagueñas et tarantos. Tous les grands festivals de flamenco et de nombreuses salles en Espagne et en Europe le réclament.
En 2001, il reçoit la Copa de Jerez de la part de la Cátedra de Flamencología de Jerez. En 2004, il est nommé aux Prix Goya (Académie du cinéma espagnol) pour sa chanson dans le film Carmen de Vicente Aranda. En 2005,il obtient le prix Tío Luis el de la Juliana décerné annuellement par le Colegio Mayor Universitario Isabel la Católica.
En 2005, il est invité par le danseur Israel Galván, avec le guitariste Alfredo Lagos, à participer au spectacle La Edad de Oro qui rencontre un succès international.

### Maturité
Après avoir enregistré La herencia de la sangre, Cantes de la campiña, bahía y sierra et Cosa natural, en plus de diverses participations et collaborations, Fernando Terremoto prépare en 2009 un nouvel album produit par Gecko Turner.
Il meurt de façon soudaine le 13 février 2010, à l'âge de quarante ans, des suites d'une gliomatose cérébrale.
En 2015, une statue est érigée en son honneur

## Discographie
- La herencia de la sangre (Dro, 1989)
- Cantes de la campiña, bahía y sierra (1990)
- Cosa natural (Flamenco vivo, 1997)
- Terremoto (A Negro Producciones/Bujío Producciones, 2010)